# Eye of the Beholder (singel)
Eye of the Beholder – trzeci utwór zamieszczony w 1988 przez amerykański zespół Metallica na albumie ...And Justice for All. 
Utwór trwa 6 minut 25 sekund. Tekst utworu opowiada o ograniczeniu wolności przez szeroko rozumianych "nich".